# Comuna Snitîn, Lubnî
Snitîn (în ucraineană Снітин) este o comună în raionul Lubnî, regiunea Poltava, Ucraina, formată din satele Brovarkî, Remivka și Snitîn (reședința).

## Demografie
Componența lingvistică a comunei Snitîn
     Ucraineană (97,75%)
     Rusă (1,56%)
     Alte limbi (0,59%)
Conform recensământului din 2001, majoritatea populației comunei Snitîn era vorbitoare de ucraineană (97,75%), existând în minoritate și vorbitori de rusă (1,56%).